# Martin Koukal
Martin Koukal (Nové Město na Moravě, Checoslovaquia, 25 de septiembre de 1978) es un deportista checo que compitió en esquí de fondo. 
Participó en cuatro Juegos Olímpicos de Invierno, entre los años 1998 y 2010, obteniendo una medalla de bronce en Vancouver 2010, en la prueba de relevo (junto con Martin Jakš, Lukáš Bauer y Jiří Magál), y el séptimo lugar en Salt Lake City 2002, en la misma prueba.
Ganó dos medallas en el Campeonato Mundial de Esquí Nórdico, oro en 2003 y bronce en 2005.

## Palmarés internacional
| Juegos Olímpicos   | Juegos Olímpicos       | Juegos Olímpicos  | Juegos Olímpicos     |
| Año                | Lugar                  | Medalla           | Prueba               |
| ------------------ | ---------------------- | ----------------- | -------------------- |
| 2010               | Vancouver (Canadá)     | Medalla de bronce | Relevo 4 × 10 km     |
| Campeonato Mundial |                        |                   |                      |
| Año                | Lugar                  | Medalla           | Prueba               |
| 2003               | Val di Fiemme (Italia) | Medalla de oro    | 50 km                |
| 2005               | Oberstdorf (Alemania)  | Medalla de bronce | Velocidad por equipo |